# Titularerzbistum Cius
Das Erzbistum Cius (ital.: Arcidiocesi di Cio, lat. Archidioecesis Cianensis) ist ein Titularerzbistum der römisch-katholischen Kirche.
Es geht zurück auf einen antiken Bischofssitz in der Stadt Kios (lat. Cius, zeitweise Prusias ad Mare, heute Gemlik in der Türkei), die sich in der kleinasiatischen Landschaft und römischen Provinz Bithynien befand. 
| Titularerzbischöfe von Cius |                                    |                                                      |                   |                   |
| Nr.                         | Name                               | Amt                                                  | von               | bis               |
| 1                           | Enrico Carfagnini OFM Ref.         | emeritierter Bischof von Gallipoli (Italien)         | 24. März 1898     | 12. Februar 1904  |
| 2                           | Gaetano d’Alessandro               | emeritierter Bischof von Cefalù (Italien)            | 8. Mai 1906       | Januar 1911       |
| 3                           | John Joseph Keane                  | emeritierter Erzbischof von Dubuque (USA)            | 28. April 1911    | 22. Juni 1918     |
| 4                           | James Romanus Bilsborrow OSB       | emeritierter Erzbischof von Cardiff (Großbritannien) | 16. Dezember 1920 | 19. Juni 1931     |
| 5                           | François-Xavier-Marie-Jules Gieure | emeritierter Bischof von Bayonne (Frankreich)        | 31. Januar 1934   | 23. April 1937    |
| 6                           | William Godfrey                    | Apostolischer Delegat                                | 21. November 1938 | 10. November 1953 |
| 7                           | Martin Michael Johnson             | Koadjutorerzbischof von Vancouver (Kanada)           | 27. November 1954 | 11. März 1964     |